# Hôtel Mascarini
L'hôtel Mascrany ou Mascrani ou Mascarini des Gobelins ou grande maison des Gobelins ou maison d’en haut est un ensemble de bâtiments construits au XVIIe siècle dans le quartier Croulebarbe, dans le 13e arrondissement de Paris, au n° 3 bis actuelle la rue des Gobelins, originellement à usage d’appartement bourgeois, d'ateliers et de logements d’ouvriers, actuellement appartements en copropriété.
Cette propriété appartenait à l’origine à la famille des teinturiers Gobelin qui a donné son nom à la Manufacture et au quartier.
La rampe de l’escalier a fait l’objet d’une inscription au titre des monuments historiques depuis le 19 octobre 1928.

## Origine de la propriété

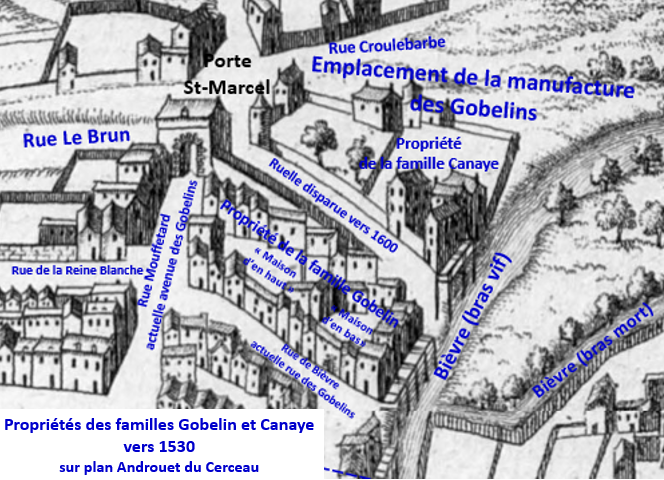
Propriétés des Gobelins vers 1530.

Les bâtiments du 3 bis font partie d’un ensemble qui s’étendait d'une portion de la rue Mouffetard, actuellement avenue des Gobelins depuis son élargissement par les travaux d'Haussmann, jusqu’au bord de la Bièvre (actuellement rue Berbier-du-Mets) sur la longueur de la rue de Bièvre, actuelle rue des Gobelins. Cet îlot appartenait à la famille Gobelin depuis l’installation de Jehan Gobelin en août 1443 sur les bords de la Bièvre pour exploiter un procédé de teinture. Jean III Gobelin et François Gobelin, héritiers de leur père et de leur grand-père, se sont répartis la propriété le 5 août 1523. Jean se réserve la partie basse, actuel château  de la Reine Blanche  avec ses dépendances, François la maison d’en haut, actuel 3 bis et bâtiments voisins jusqu’à l’actuelle rue Gustave-Geoffroy. Un acte du 14 juin 1580 décrit ce bien comme « une grande maison - la maison d’en haut - cours, granges, ateliers, ouvroirs à teintures, quai et autres appartenances de ladite maison ». La maison d’en haut s’étendait jusqu’à la rue Gustave-Geoffroy percée en 1906 à travers les anciennes propriétés des Gobelins.
Les maisons des Gobelins convertis au protestantisme furent menacées  de pillage le 26 septembre 1621 par une foule de catholiques qui venaient d’incendier le temple de Charenton. Le bureau de la ville autorisa les marchands à mettre une compagnie d’hommes armés pour la défense de leurs marchandises.
La maison du haut sort du patrimoine de la famille Gobelin en 1646. En 1670, les banquiers Louis et Paul-André Mascrani - deux des fils d'Alexandre Mascrani, seigneur de Thunes - achètent cet hôtel avec ses dépendances d’où le nom qui lui est parfois attribué, puis le louent en 1684 au teinturier hollandais Jean Glucq qui l'acquiert en 1686. Jean Jullienne y réunit en 1721 les établissements distincts de ses oncles Jean Glucq et François Jullienne et habite cette maison jusqu'à sa mort en 1766. Il avait toujours obtenu de faire renouveler les privilèges octroyés à cette manufacture de teinture et de draperie qui sous son extraordinaire impulsion devint fort célèbre. À partir du 24 mai 1764, le neveu et successeur choisi, Jean-Baptiste-François de Montullé - qui n'habitait pas sur place - en provoqua le déclin inexorable que sa veuve Élisabeth Haudry ne parvint pas à enrayer et l'établissement périclita définitivement au tout début du XIXe siècle.
La propriété fut alors progressivement démembrée tout au long du  XIXe siècle jusqu’au percement en 1906 de la rue Gustave-Geoffroy par la démolition de bâtiments faisant partie de l’ensemble et constructions récentes sur une parcelle qui était restée terrain vague au bord de cette rue.

## Architecture
La maison historique, actuellement divisée en appartements privés comme tout l’ensemble immobilier, est située dans la première cour; ceinturée par un immeuble en briques du début du XXe siècle dont la porte est munie d'un digicode, elle est invisible depuis la rue des Gobelins . Dans la deuxième cour, on peut apercevoir la galerie surmontée d'un étage; une église évangélique se trouve également au fond du jardin attenant.
Ces bâtiments sont construits sur des carrières voûtées par des arcs bloqués au mortier .
D’après les documents de successions, ces bâtiments dont l’origine remonterait au XVe siècle n’ont pas été détruits, ni reconstruits, mais réaménagés en permanence. Le corps principal à droite de la cour en entrant, servit d'écrin à l'immense collection de Jean de Jullienne. Son architecture daterait pour l’essentiel d’une restauration entre 1686 et 1733 laissant subsister à l'intérieur des éléments d'une époque antérieure, poutres et arcs ogivaux. Ce bâtiment aurait été utilisé à la fin du XVIIe siècle et début XVIIIe siècle comme ateliers. D’autres constructions à usage d'ateliers et de logements d'ouvriers entourant la deuxième cour, qui était plus étendue qu'actuellement vers la rue Gustave-Geffroy, ont disparu.
On pénètre dans cette deuxième cour par un porche. La galerie avec ses huit colonnes doriques, située à gauche, daterait des années 1730  mais l'étage construit au-dessus est postérieur.

L’hôtel Mascarini
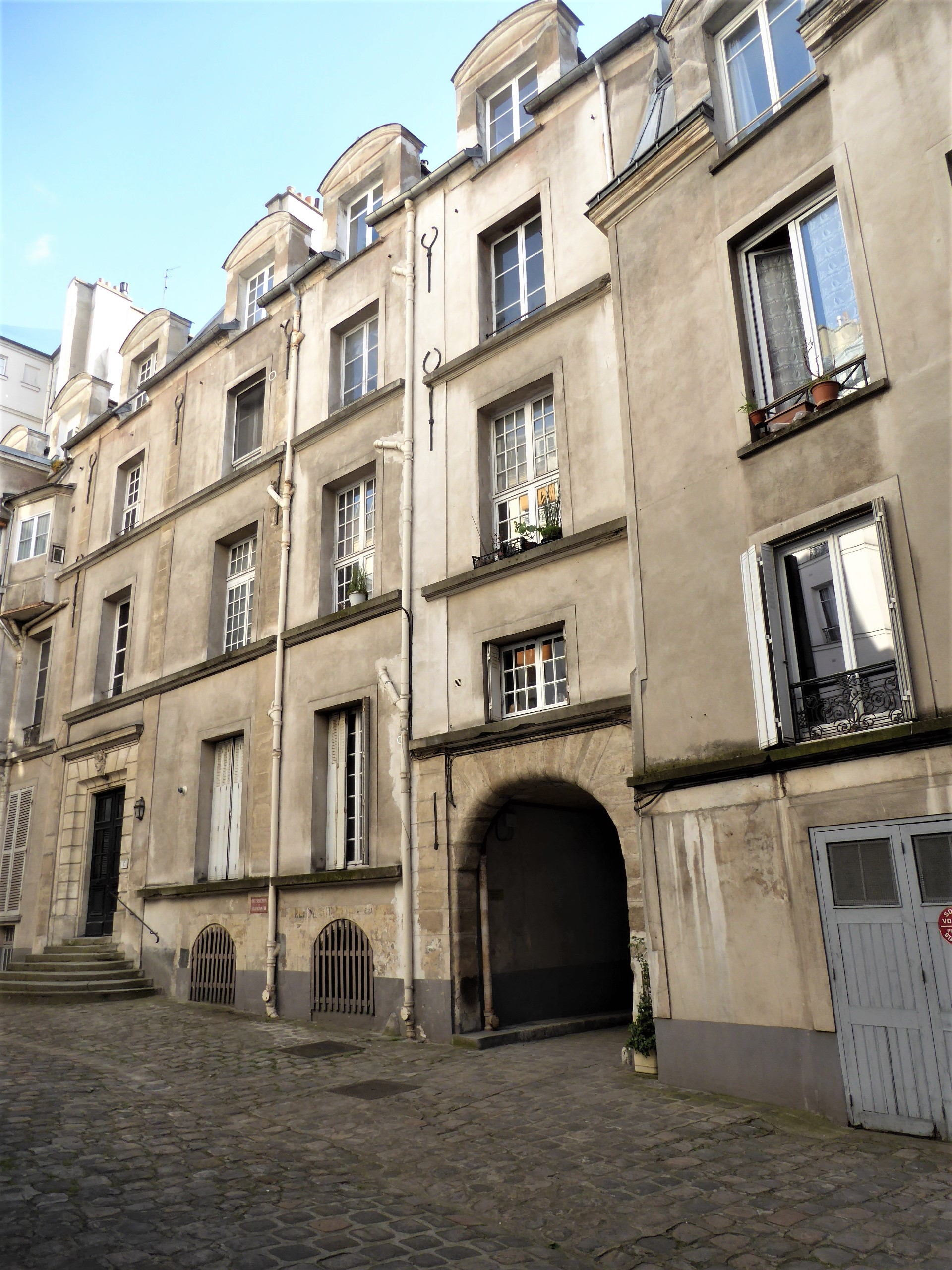
Porche d'entrée dans la deuxième cour.
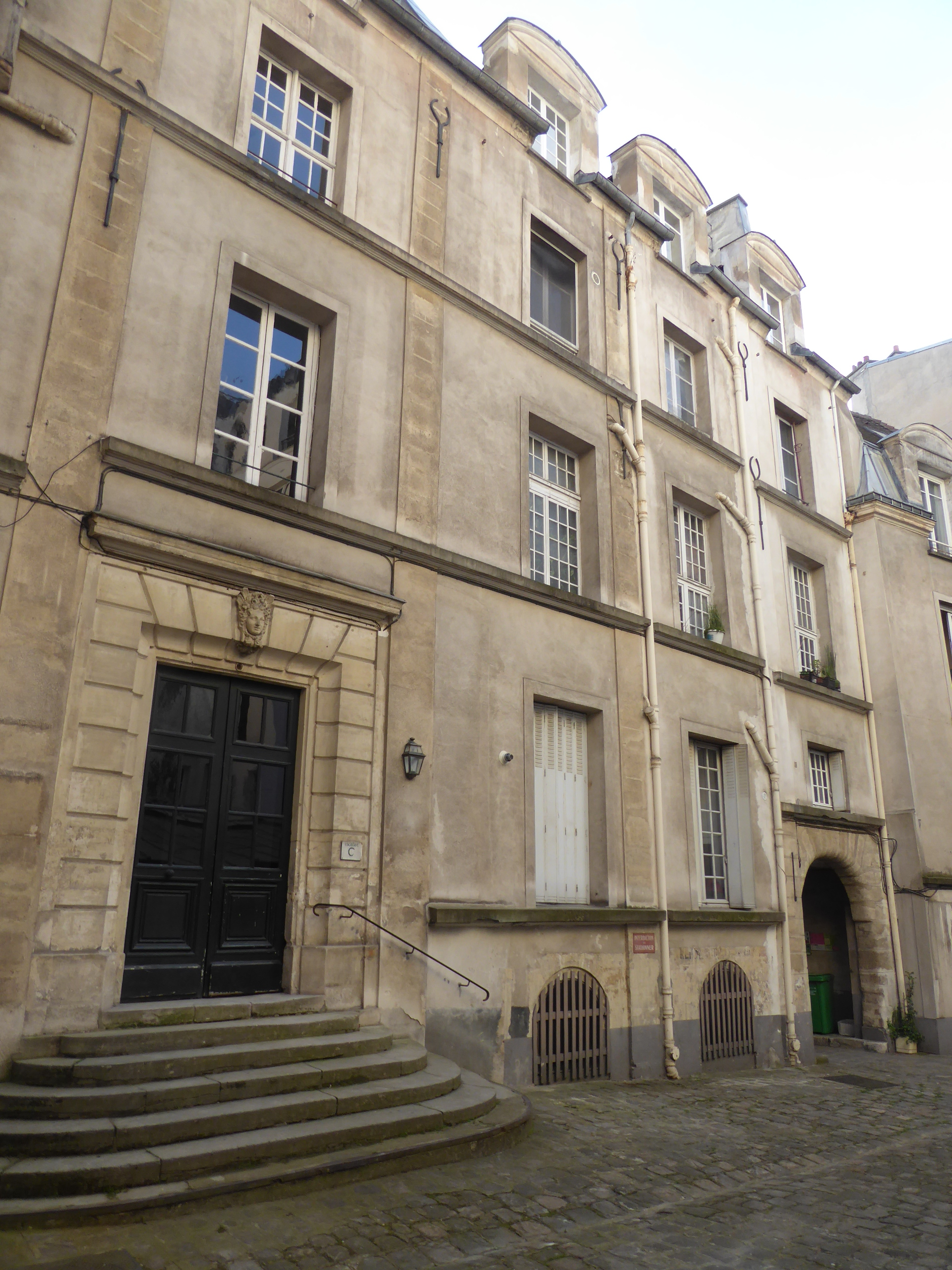
Cour de l'ancien hôtel particulier.
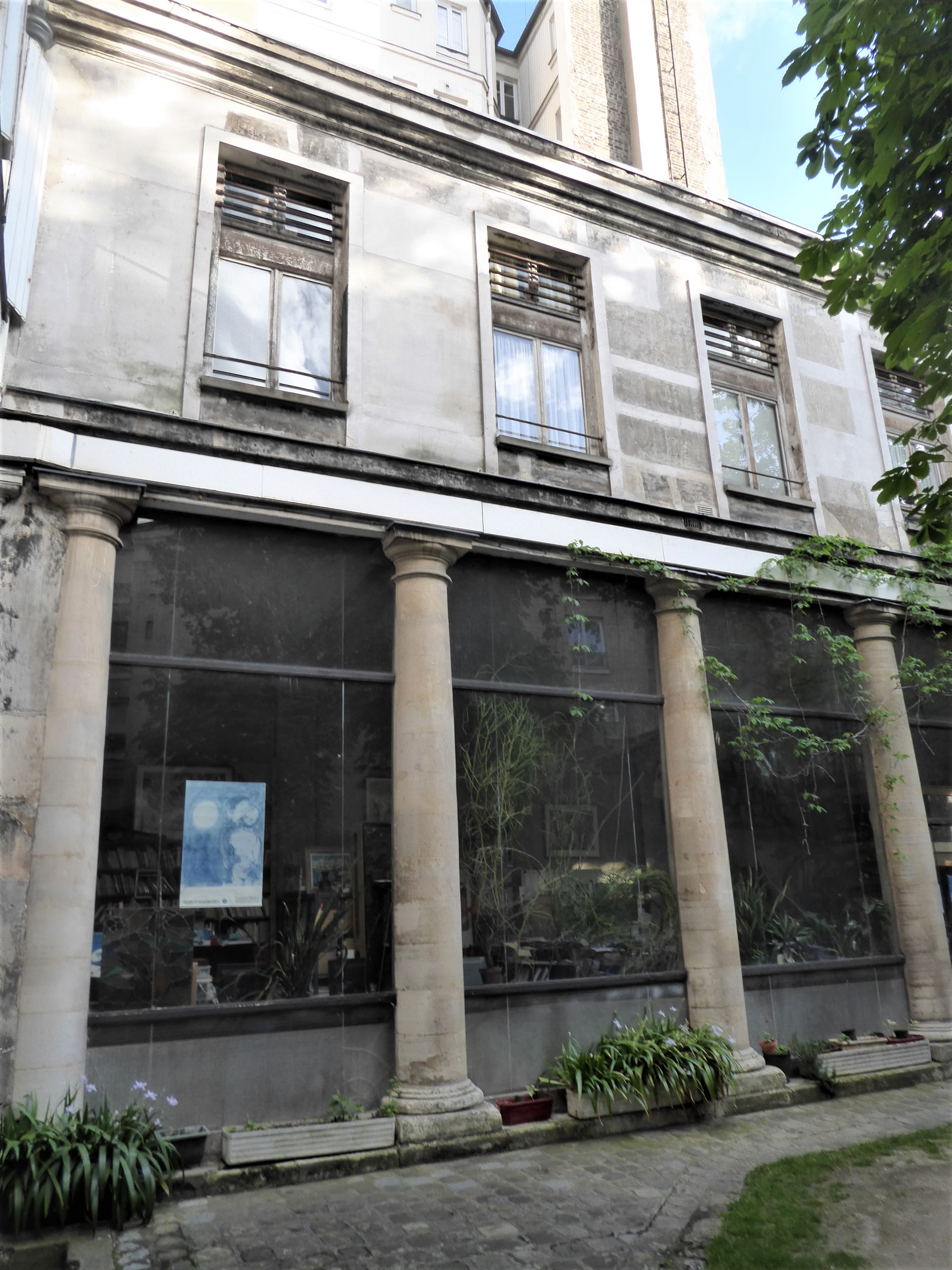
Colonnes de l'ancienne galerie; l'église évangélique est située au fond de cette deuxième cour.